# Декларација о независности Северног Епира
Декларација о независности Северног Епира настала је 28. фебруара 1914. године, као реакција на инкорпорацију Северног Епира у новоосновану Кнежевину Албанију. Регион Северног Епира, који одговара данашњој јужној Албанији, дошао је под контролу грчких снага током Балканских ратова 1912–1913. Накнадним протоколом у Фиренци, територија је додељена новооснованој албанској држави, што је одлука коју је локално грчко становништво одбацило. Како се грчка војска повлачила на нову границу, панепиротски сабор су организовали представници Северног Епира у Ђирокастру. С обзиром на чињеницу да су европске велике силе већ одбациле унију Северног Епира са Грчком, одлучиле су да би за регион одговарала само аутономија или алтернативно међународна окупација. Коначно, Георгиос Христакис-Зографос, шеф скупштине, прогласио је независност Аутономне Републике Северни Епир.
Зографос је прогласио да су тежње народа Северног Епира занемарене пошто су велике силе одбациле идеју самоуправе унутар албанске државе. После преговора албанских и северноепирских представника почетком маја, уз посредовање великих сила, потписан је Крфски протокол. Споразум је признао Северни Епир као аутономну и самоуправну област Албаније под сузеренитетом албанског кнеза, а истовремено је признао и грчки карактер ове области. Међутим, због политичке нестабилности у Албанији у то време, протокол никада није ступио на снагу.

## Историја
Током Првог балканског рата (1912-1913), грчка војска је пробила османску одбрану на Епирском фронту и напредовала даље на север. Тако је након завршетка рата Грчка контролисала историјску област Епир. Лондонским споразумом (мај 1913) и Протоколом из Фиренце (децембар 1913) северни део је додељен новооснованој Кнежевини Албанији. Ова област која се отприлике поклапала са бившим османским провинцијама (санџацима) Ергири и Горице, Грцима су тада постале територије познате као Северни Епир. Ова одлука великиһ европских сила била је непопуларна међу локалним грчким становништвом.
Према одредбама Фирентинског протокола, грчка влада је била обавезна да евакуише своје снаге са тог подручја на нову грчко-албанску граничну линију. Грчка влада је међутим изразила забринутост због процеса евакуације грчких снага, указујући великим силама да новооснована албанска држава није била у стању да одмах обезбеди регион. Грчка влада и локално становништво су се посебно плашили могућности одмазде и зверстава од стране албанских паравојних јединица и група. Да би договорио детаље евакуације са Међународном комисијом за контролу, организацијом коју су Велике силе основале да обезбеде мир и стабилност у региону, грчки префект Крфа преселио се у Валону, где је била седиште привремене владе Албаније. Грчке власти су увериле локално грчко становништво да ће грчка влада предузети иницијативе да им обезбеди признавање мањинског статуса и права у албанском законодавству. Грчке власти су такође упозориле становништво града Корче да ће свака акција против инкорпорације у Албанију бити бесплодна. Такође су инсистирали да ће грчка војска само препустити контролу над регионом редовним албанским јединицама које предводе холандски официри из Међународне комисије, док ће грчке снаге пуцати на све нерегуларне албанске групе које покушају да уђу у регион.

### Сабор
Пре него што је почела евакуација грчке војске, скупштина представника Северног Епира, „Панепиротска скупштина Ђирокастра“ (грчки: Πανηπειρωτικη Συνδιασκεψη), одржана је 14. фебруара. С обзиром на то да су Велике силе већ одбациле уједињење Северног Епира са Грчком, скупштина је одлучила да прихвате само локалну аутономију, или, ако то не успе, међународну окупацију. Такође су изјавили да се становништво Северног Епира осећа изданим од стране званичне грчке владе, која не само да је одбила да обезбеди оружје, већ је пристала да се постепено повлачи како би омогућила албанским снагама да наставе са окупацијом Северног Епира.
Скупштина је покренула низ догађаја. Георгиос Христакис-Зографос, бивши грчки министар иностраних послова, стигао је у Ђирокастру и разговарао о ситуацији са локалним представницима. Да би обезбедио заштиту локалног становништва, Зографос је предложио три опције европским силама за Северни Епир: пуну аутономију под номиналним суверенитетом кнеза Албаније, широку административну или кантоналну аутономију са жандармеријом регрутованом искључиво међу локалним становништвом, или период директне контроле великих сила за то време док се стране трупе не могу повући без угрожавања локалног становништва. Представници Северног Епира такође су захтевали формално признање посебних образовних и верских права локалног грчког православног становништва. За приобални регион Химаре, Скупштина је тражила исте привилегије и аутономни статус које је уживала током османске ере. Зографос је 22. фебруара послао ноту представницима великих сила у којој се осврнуо на садашњу ситуацију: Панепиротски сабор окупљен у Ђирокастри нас је задужио да тражимо да пристанете да скренете пажњу вашим владама на стање створено за грчке православне хришћане који су декларацијом сила стављени у посед Албаније. Становништво Епира је заиста веровало да има право да се нада да ће Европа, откидајући је од Грчке и одузимајући јој слободу коју је уживала више од годину дана, барем помислити да сачува своје постојање и своје етничко наслеђе које може да сачува нетакнуту кроз пет векова оштре тираније. С обзиром на то да је нова држава састављена од толико хетерогениһ елемената и без етничке и верске кохезије, била је потребна посебна организација да би била способна да отклони страхове, да чува имовину, да посредује у тежњама сада подељених и међусобно непријатељских елемената и омогућавања им да се развијају у миру и безбедности. Ипак, сматрамо да је немогуће да Европа не зна за судбину која чека грчко становништво које жели да преда Албанији – становништво чији је број, чак и према османској статистици, већи од 130.000 и које чини већину у жртвоване области... Под овим условима и у недостатку решења које би било довољно за заштиту Епира, решења које би иначе било лако открити, становништво Епира је принуђено да изјави силама да се не може повиновати њиховој одлуци. Она ће прогласити своју независност и бориће се за своје постојање, своје традиције и своја права.
Следеће недеље неколико градова је прогласило своју аутономију: Химара, Ђирокастра, Саранда и Делвина.

### Декларација
Дана 28. фебруара 1914. проглашена је Аутономна Република Северни Епир и формирана је привремена влада која је подржавала циљеве државе. Сам Христакис-Зографос је постао председник привремене владе. Зографос је у прогласу народу Северног Епира навео да су њихове тежње игнорисане, да су им велике силе чак ускратиле самоуправу у оквиру албанске државе, као и гаранције за заштиту живота, имовине, верских слобода и њиховог националног постојања. Проглас је такође позвао Епироте да поднесу сваку жртву у одбрани интегритета Северног Епира и његових слобода од било каквог напада.
Епироти:
Окупљени у Ђирокастри, Уставотворна скупштина делегата сазвана вољом народа прогласила је формирање Аутономне државе Северни Епир, која ће се састојати од провинција које је грчка војска принуђена да напусти......
Декларацију су потписали и поглавари тамошњих грчко-православних митрополија. На дан проглашења, Зографос је обавестио Међународну контролну комисију о свом именовању за председника привремене владе и најавио да ће Епироти сваки покушај новоосноване албанске Жандармерије да пређе њихову границу сматрати чином непријатељства и да ће му се одупрети. Аутономни северни Епир је такође обухватао градове Химара, Делвина, Саранду и Пермет. Истог дана, Зограф је послао телеграм у Корчу позивајући народ да следи пример северних Епирота. Међутим, 1. марта, према одредбама Фирентинског протокола, град се предао албанској жандармерији. Грчки премијер Елефтериос Венизелос је одмах наредио повлачење и предају оближњег региона Колоња албанским јединицама, пре него што се и становништво придружи устанку. Због тога су грчке власти ухапсиле и протерале епископа Спиридона, који је планирао да стане на чело покрета за аутономију у овој области.
У свом говору 2. марта, Зографос је закључио да северни Епироти, после пет векова османске окупације, неће прихватити судбину коју су им наметнуле силе. Следећих дана Александрос Карапанос је постао министар спољних послова, а Димитриос Дулис министар војни привремене владе. Дулис, родом из Северног Епира, раније је дао оставку на дужност пуковника грчке војске и придружио се револуционарним снагама Северног Епира. Северноепирска војска је од првих дана свог формирања достигла број од 5.000 људи. Језгро војске чинили су углавном бивши припадници грчке војске, од којих су неки били локалног епиротског порекла. Уз подршку нерегуларних добровољачких јединица, војска је достигла укупну људску снагу од око 10.000.

### Реакције
Грчка војска је наставила са евакуацијом региона, али је процес успорен из страха да би брзопотезно повлачење могло пружити прилику нерегуларним групама да изврше злочине над цивилним становништвом. Како је званични став грчке владе према устанку био неутралан, премијер Венизелос је наредио блокаду луке Саранде и забранио демонстрације у Атини у корист устанка. Међутим, не може се сумњати да је грчка влада саосећала са захтевима северних Епирота. У ствари, једини начин да Венизелос заустави устанак био је проглашење ванредног стања у региону, али би ова акција изазвала велику политичку нестабилност и могућу оставку његове владе. Опозиционе странке у Грчкој су чак оптужиле Венизелоса да је прекорачио оно што се од њега тражило да би се повиновао одлуци великих сила, и уместо да једноставно евакуише округе, он их предаје Албанцима и лишава Епироте сваког начина отпор.
С друге стране, албанска влада, неспособна да се избори са северним епирским покретом, тражила је од великих сила да предузму мере. Албанска влада је тврдила да иако је грчка армија евакуисала регион, била је замењена герилским борцима које су организовале грчке власти. У међувремену, 7. марта 1914, принц Вилхелм од Вида стигао је у Албанију и одмах наредио холандском пуковнику Лодевијку Томсону да преговара са представницима Северног Епира. Томпсон се састао са Карапаносом 10. марта и предложио ограничену локалну администрацију за северни Епир под хришћанским гувернером поред гаранција верских и образовних права. Томпсонову иницијативу одбацила је страна Северног Епира.
Епирски револуционари су 11. априла преузели контролу над Корчом, али је четири дана касније албанска жандармерија, предвођена холандским официрима, поново заузела град. Због тога су Холанђани ухапсили и протерали грчког православног епископа Германоса, пошто су имали доказе да је он био главни подстрекач устанка, као и остале чланове градског већа. После потпуног повлачења грчке војске из региона 28. априла, на више локација избили су сукоби између снага Северног Епира и албанских жандарма. Интензивне борбе су се водиле у региону Чепо, северно од Ђирокастре, где су јединице албанске жандармерије безуспешно покушале да се инфилтрирају на југ, суочавајући се са отпором снага Северног Епира. С друге стране, Епироти су успели да напредују и стекну контролу над Ерсеком и даље напредују на Фрашер и Корчу. 
Почетком маја, албанске власти, пошто нису биле у стању да сузбију покрет у северном Епиру, постале су спремне да почну разговоре уз интервенцију Међународне комисије. Тако је албански краљ Вилхелм од Вида затражио од Комисије, која је представљала албанску владу, да покрене преговоре. Потоњи су, да би избегли велику ескалацију оружаних сукоба са катастрофалним резултатима, одлучили да интервенишу. Зографос је 7. маја добио саопштење да започне преговоре на новој основи и прихватио је предлог. Тако је сутрадан наређено примирје.

## Последице
Представници обе стране су се састали на преговорима у Саранди, али су завршни преговори одржани на оближњем острву Крф, у Грчкој. Коначно, 17. маја 1914. представници Северног Епира и Албаније потписали су споразум који је удовољио главним захтевима Епира и постао познат као Крфски протокол. Према овом споразуму, Северни Епир, који се састојао од региона који окружују градове Ђирокастре и Корче, био би аутономни, потпуно самоуправни део Албаније под управом албанског кнеза.
Протокол је признао грчки карактер региона и грчки језик је тамо стекао званични статус, поред албанског. Прихваћени су главни захтеви северноепирске владе. Међутим, низ питања није одобрен, посебно проширење области у којој би грчко становништво уживало образовање на свом матерњем језику у регионима око Валоне и Драча (у централној Албанији, северно од северног Епира), постављање грчких православних виших званичника у главним градовима аутономне области и ослобађање од војне службе локалног становништва, чак и за време рата. Протокол никада није спроведен због политичке нестабилности у Албанији. Дана 27. октобра, након одобрења великих сила, грчка војска је поново ушла у северни Епир. Привремена влада Северног Епира је формално престала да постоји, проглашавајући да је извршила своју мисију.
Године 1916. због развоја догађаја у Првом светском рату, италијанске и француске трупе су избациле грчку војску из тог подручја. Године 1921. коначно је уступљена Албанији, док је албански премијер признао бројна права грчке мањине, која су убрзо занемарена. Као резултат тога, већина грчких школа је била принуђена да се затвори, а грчко образовање је било дозвољено само у одређеним областима.